# Modern Monte Cristo
Modern Monte Cristo, eredeti francia címe Sous le signe de Monte-Cristo, egy 1968-as színes francia film, melyet André Hunebelle rendezett. A főszerepet Paul Barge, Claude Jade, Anny Duperey, Michel Auclair, Pierre Brasseur és Paul Le Person játszotta. A film Alexandre Dumas Monte Cristo grófja című 1844-es regényének szabad adaptációja, az eredeti 19. századi történetet az 1950-es évekbe helyezi át, a szereplők a német megszállók ellen harcoló francia ellenállási mozgalom egykori harcosai.

## Cselekmény
A sisteroni várból egy elhunyt fegyenc koporsóját viszik a temetőbe egy rabtársa, Bertuccio (Paul Le Person) és néhány őr kíséretében. A halottnak vélt fegyenc azonban kipattan a koporsóból. A szökött rab Edmond Dantès (Paul Barge), a francia ellenállás egykori harcosa, akit hamisan megvádoltak azzal, hogy ellopta az ellenállás pénzét, és elárulta bajtársait a németeknek. A koholt vád alapján életfogytiglani börtönbüntetését töltötte. Most barátja, Bertuccio segítségével ártalmatlanná teszik őreiket és mindketten elmenekülnek. Gépkocsival várakozó barátaik, köztük szerelme, Maria (Anny Duperey) tovább szöktetik őket. Egy elhagyott repülőtéren Maria könnyes búcsút vesz Edmondtól, aki Dél-Amerikába indul, az Atlanti-óceánt átrepülve. Maria megígéri, hogy örökké várni fog szerelmére, ám hamarosan tragikus hírt kap: a gép lezuhant, utasai odavesztek. Fernand Morcerf (Raymond Pellegrin), Edmond régi harcostársa az ellenállásban, felajánlja Mariának, hogy gondoskodik róla.
Edmond és Bertuccio azonban szerencsésen megmenekültek és partot értek valahol Dél-Amerikában. Egy szegényes falu, Las Piedras kocsmájában kötnek ki. A helyi bányában kapnak nehéz és rosszul fizetett munkát. Összebarátkoznak egy lecsúszott alkoholistával, az öreg Fariával (Pierre Brasseur). Edmond Dantès hosszú éveken át dolgozik, pénzt keres, készül hogy visszatérve tisztázhassa nevét és bosszút állhasson élete megrontóin. Otthon, Franciaországban ezalatt Dantès két régi harcostársa, Morcerf és Villefort (Michel Auclair) pénzemberekké, nagyvállalkozókká válnak.
Húsz év múlt el. Egy közúti baleset nyomán Dantès és Bertuccio megismerkednek az ifjú Lindával (Claude Jade) és apjával, Louis-val (Gabriel Gascon). Társulnak, összeköltöznek, közösen vállalkoznak, pénzt keresnek. Egy napon az ügyes Bertuccio a kocsmában elnyeri a bányai munkafelügyelő (Iska Khan) és a kocsmáros (Jacques Seiler) sok pénzét. Bosszúból a banditák elrabolják Lindát. Bár kiszabadítják, de közben Linda apja meghal. Az öreg Faria segíteni akar barátain, és elvezeti az indiánok elrejtett kincséhez, amelyről csak ő tudott. Fariát egy rejtett csapda halálra sebzi. Az egész kincset barátaira és Lindára hagyja.
Edmond Dantès plasztikai műtéttel megváltoztatja arcvonásait, és nevet változtat. Cristian Montez név alatt, gazdag emberként hazatér Marseille-be Bertuccióval és Lindával együtt. Bertuccio szerez neki hamis iratokat, nemesi családfát. Kideríti, hogy Edmond egykori szerelme, Maria feleségül ment Fernand Morcerf-hez. Edmond meglátogatja a Morcerf-házat, de Maria felismeri a hangjáról, és nem akar találkozni vele. Megismeri viszont Fernand és Maria húszéves leányát, aki megszólalásig hasonlít anyjára, és egy autóversenyző sráccal jár.  
Edmond tervet dolgoz ki, hogy bosszút álljon ellenségein. Első lépésben a kisstílű gazembert, Caderousse-t (Jean Saudray) vadásszák le. Verés és fenyegetés hatására Caderousse bevallja, hogy 1944-ben az angolok nagy pénzösszeget, 50 millió (régi) frankot dobtak le ejtőernyővel. Dantès kapta a parancsot, hogy juttassa el a pénzt céljához, egy másik ellenálló csoporthoz. Albertet és két partizántársát jelölte ki, akik el is indultak a pénzzel, a Dantès által rajzolt térképet követve. Morcerf, aki szemet vetett Dantès menyasszonyára, Mariára, Caderosusse-szal hamis üzenetet küldött Dantèsnak, Maria nevében találkozóra hívta őt. Amíg Dantès távol volt, Morcerf (Dantès ruhájában és ismertetőjegyeivel) megtámadta a pénzt szállító bajtársakat, kettőt közülük megölt, a pénzt elvitte. Morcerf cinkostársa egy kollaboráns hivatalnok, Villefort volt, aki átadta a németeknek Dantès térképét is. A térkép alapján németek rajtaütöttek a másik partizáncsoporton és lemészárolták őket. A háború után vizsgálat indult. Dantèsnak nem volt alibije, Maria nem tudott semmilyen találkozóról, a sebesült Albert a támadóját Dantès-szal azonosította. Dantès-t árulásért és gyilkosságért életfogytiglanra ítélték.
Montez, azaz Dantès megszerzi a Villefort árulását leleplező titkos náci aktát is. és Caderousse vallomásával együtt a széfjébe zárja. Caderousse-nak sok pénzt ad. Villefort-t felfogadja jogtanácsosának, aki igyekszik őt rávenni, fektessen sok pénzt Morcerf autógyárába. Montez nagy fogadást ad, ahol találkozik Mariával. Caderousse zsarolni próbálja Villefort-t és Morcerf-t, mert egy Monteztől kapott (vagy lopott) papírral bizonyítani tudja bűnösségüket az elítélt Dantès ügyében.
A Côte d’Azur-i autóversenyre készülve Morcerf megrongálja a konkurens cég autóját, hogy az ő autója nyerjen. Bertucciót, aki rajtakapja, majdnem megöli. A megbabrált autó sofőrje Maria lányának barátja. A rajtnál a lány is beül mellé. Kis híján odavesznek, mert a sérült Bertuccio csak késve tudja figyelmeztetni Montezt, aki az utolsó pillanatban leállítja a versenyt és megmenti őket.
Montez megbízásából Linda felkeresi Villefort-t. Közli vele hogy nevelőapja, Christian Montez valójában Edmond Dantès, és felkéri, ügyvédként vállalja el Dantès perújrafelvételét és érje el rehabilitálását. A megdöbbent Villefort azonnal riasztja Morcerf-t és Caderousse-t. Betörnek Dantès lakásába, hogy a széfből megszerezzék a bűnösségüket bizonyító dokumentumokat. De a széfben csak egy pisztolyt és Dantès levelét találják, amely szerint puszta jelenlétük bizonyítja bűnösségüket, melyből az öngyilkosság az egyetlen kiút. Montez-Dantès is megjelenik, pisztollyal a kézben. Morcerf a széfben talált pisztollyal rálő, majd Villefort (Dantès pisztolyával) lelövi Caderousse-t, a fegyvereket a holtak kezébe teszik, mintha egymást lőtték volna le, és elmenekülnek.
Montez temetési szertartásán mindenki összegyűlik. A holtnak hitt Montez azonban előlép, felfedi magát, és immár Edmond Dantèsként mindenkit leleplez. A széfben hagyott pisztolyban vaktöltények voltak, Montez revolverében valódi golyók. Leforgatják Caderousse vallomását, levetítik a Dantès lakásában elrejtett kamerák felvételeit a betörésről, a bűnösök egymást eláruló szóváltásáról, Montez látszólagos lelövéséről és Caderousse valóságos meggyilkolásáról. Morcerf pisztolyt ránt, Dantès-ra lő, de Mariát találja el, aki testével védelmezi igazi szerelmét. Morcerf kiugrik az ablakon, halálra zúzza magát, Villefort-t letartóztatják. Dantès bosszúja teljes, de Maria is utolsót lélegzik, a bosszú őt is elpusztította.

## Szereplők
| Szerep                           | Színész           | 1. magyar szinkron, 1969. | 2. magyar szinkron, 1977. |
| -------------------------------- | ----------------- | ------------------------- | ------------------------- |
| Edmond Dantès                    | Paul Barge        | Mécs Károly               | Kovács István             |
| Linda                            | Claude Jade       | ?                         | Básti Juli                |
| Maria                            | Anny Duperey      | ?                         | Bánsági Ildikó            |
| Faria                            | Pierre Brasseur   | Képessy József            | Képessy József            |
| Villefort                        | Michel Auclair    | Bitskey Tibor             | Ujréti László             |
| Fernand Morcerf                  | Raymond Pellegrin | Bánffy György             | Láng József               |
| Bertuccio                        | Paul Le Person    | Szabó Gyula               | Zenthe Ferenc             |
| Caderousse                       | Jean Saudray      | ?                         | Kézdy György              |
| Albert, partizán                 | Yves Barsacq      | ?                         | ?                         |
| Morrell, repülős, Edmond barátja | Pierre Collet     | ?                         | ?                         |
| Louis, Linda apja                | Gabriel Gascon    | ?                         | Bács Ferenc               |
| Bíró                             | Léonce Corne      | ?                         | Szabó Ottó                |
| Munkafelügyelő a bányában        | Iska Khan         | ?                         | Farkas Antal              |
| Kocsmáros                        | Jacques Seiler    | ?                         | Horváth Pál               |
| Verekedő férfi a kocsmában       | Guy Delorme       | -                         | -                         |

További magyar hangok
- 1. szinkron: Avar István, Csomós Mari, Harkányi Endre, Kézdy György, Szabó Ottó, Sztankay István, Zách János.
- 2. szinkron: Bozai József, Csernák János, Földessy Margit, Füzessy Ottó, Haraszin Tibor, Komlós András, Koroknay Géza, Somogyvári Pál, Szalóczy Pál,  Szigeti András.